# My Dearest
『My Dearest』（マイ・ディアレスト）は、supercellの4枚目のシングル。2011年11月23日にSony Recordsから発売された。ヴォーカルはこゑだが担当。
2025年7月17日には作詞・作曲を手掛けたryo氏の公式Youtubeにて、supercell Playbackと題されたMV一挙公開企画の最終日である第11弾として公開された。

## 概要
前作『積乱雲グラフィティ／Fallin' Fallin' Fallin'』から約3か月でのリリースとなる2011年2作目のシングル。表題曲「My Dearest」は、フジテレビ系アニメ『ギルティクラウン』の前期オープニングテーマに起用された。初回限定盤同梱のDVDには、表題曲のPVの他、「ギルティクラウン」トレーラー130sec、「ギルティクラウン」オープニングノンクレジットムービーが収録されている。 
全曲が1つの物語として設定されている。物語は、主人公の少女が少年を助けるために自らを犠牲にし、これに絶望した少年が少女の元に旅立つという内容になっている。

## 収録曲
（全作詞・作曲・編曲:ryo）
1. My Dearest [5:38]
フジテレビ系アニメ『ギルティクラウン』前期オープニングテーマ
歌詞作成に際し、ギルティクラウン（GUILTY CROWN）を直訳した「罪の王冠」から茨の冠を被ったキリストを連想したため、宗教には哲学は不可欠と考え、ニーチェの哲学書に記載されている「喪失に対する捉え方」をベースに歌詞を作成したが[3]、この他にも新約聖書等も参考にしている[2]。
表題の「My Dearest」は、大切な人を失ったときの、残された人の想いから付けられた[2]。
曲調は疾走感のあるキラキラしたドラマチックな構成に仕上がっている[2]。
2. 罪人 [3:34]
ryo曰く「親愛なる者が死んだ時に、「どうして代わりになれなかったんだろう」という世界観になっており、1人になった少年が少女の死に絶望して後を追う設定等は、ギルティクラウンの世界観が反映されており、自殺は罪である事を示唆する、という教訓的な内容も含んでいる[4]。
3. 大貧民 [4:20]
4. My Dearest（TV Edit） [1:33]
5. My Dearest（Instrumental）
このバージョンは、TBSの『ナイナイのお見合い大作戦!』の中で、告白タイムの際にBGMとして流れている。
6. 罪人（Instrumental）
7. 大貧民（Instrumental）
8. My Dearest（TV Edit）（Instrumental）

DVD（初回限定盤のみ）
1. My Dearest Music Clip
2. 「ギルティクラウン」トレーラー130sec. (Ver.2)
3. 「ギルティクラウン」Openingノンクレジットムービー

## カバー
- 町田ちま - 『Prismatic Colors』（2020年10月28日）に収録[5]。
- Roselia［湊友希那（相羽あいな）］ - 2021年5月11日にゲーム『バンドリ! ガールズバンドパーティ!』に追加収録[6]。同年11月10日発売のアルバム『バンドリ！ ガールズバンドパーティ！ カバーコレクション Vol.6』でCD初収録[7]。
- DAZBEE - 2016年11月8日公開。Youtube上にあるカバー動画の中で再生回数１位[8]。再生はこちらから(DAZBEE official)
- 桃鈴ねね ＆ 天神子兎音 - 2021年8月27日公開。　再生はこちらから(Nene Ch.桃鈴ねね)
- 音乃瀬奏 - 2024年1月10日公開[9][10]。